# Liste der Kulturgüter in Unterägeri
Die Liste der Kulturgüter in Unterägeri enthält alle Objekte in der Gemeinde Unterägeri im Kanton Zug, die gemäss der Haager Konvention zum Schutz von Kulturgut bei bewaffneten Konflikten, dem Bundesgesetz vom 20. Juni 2014 über den Schutz der Kulturgüter bei bewaffneten Konflikten sowie der Verordnung vom 29. Oktober 2014 über den Schutz der Kulturgüter bei bewaffneten Konflikten unter Schutz stehen.
Objekte der Kategorie A sind im Gemeindegebiet nicht ausgewiesen, Objekte der Kategorie B sind vollständig in der Liste enthalten, Objekte der Kategorie C fehlen zurzeit (Stand: 1. Juli 2023). Unter übrige Baudenkmäler sind zusätzliche Objekte zu finden, die gemäss Angaben des kantonalen Denkmalschutzes als geschützte Denkmäler eingestuft wurden und nicht bereits in der Liste der Kulturgüter enthalten sind.

## Kulturgüter
| Foto |                                                                                          | Objekt                                                                                             | Kat. | Typ | Standort                             | Beschreibung |
| ---- | ---------------------------------------------------------------------------------------- | -------------------------------------------------------------------------------------------------- | ---- | --- | ------------------------------------ | ------------ |
| ja   | Datei hochladen · Wikidata zu Bauernhaus Untere Lutischwand (Q29931419)                  | Bauernhaus Untere Lutischwand KGS-Nr.: 07316                                                       | B    | G   | Lutischwand 2–4 686836 / 219456      |              |
| ja   | Datei hochladen · Wikidata zu Bauernhaus Wissenschwändi (Q29931420)                      | Bauernhaus Wissenschwändi KGS-Nr.: 07317                                                           | B    | G   | Wissenschwändi 3 686151 / 220160     |              |
| ja   | Datei hochladen · Wikidata zu Katholische Kirche Heilige Familie (Q29931421)             | Katholische Kirche Heilige Familie KGS-Nr.: 07318                                                  | B    | G   | Zugerstrasse 10 686795 / 221439      |              |
| ja   | Datei hochladen · Wikidata zu Katholische Marienkirche (Q29931425)                       | Katholische Marienkirche (alte Pfarrkirche) KGS-Nr.: 07319                                         | B    | G   | Alte Landstrasse 100 686942 / 221518 |              |
| ja   | Datei hochladen · Wikidata zu Kapelle Heilige Dreifaltigkeit mit Einsiedelei (Q29931427) | Kapelle Heilige Dreifaltigkeit mit Einsiedelei KGS-Nr.: 07320                                      | B    | G   | Alte Landstrasse 20 687768 / 221398  |              |
| BW   | Datei hochladen                                                                          | Bauernhaus Unterblacki KGS-Nr.: 16405                                                              | B    | G   | Blacki 1 686224 / 220022             |              |
| BW   | Datei hochladen                                                                          | Ehemalige Kinderheilstätte (Altes und Neues Heimeli mit Kapelle) KGS-Nr.: 16406                    | B    | G   | Heimelistrasse 43 687425 / 221647    |              |
| ja   | Datei hochladen · Wikidata zu Innere Spinnerei (Q133115138)                              | Innere Spinnerei (Fabrikbauten, Heizzentrale mit Hochkamin, Direktorenhaus) KGS-Nr.: 16407         | B    | G   | Zugerstrasse 83–88 685975 / 221785   |              |
| ja   | Datei hochladen                                                                          | Äussere Spinnerei (Fabrikbau, Direktorenhaus, ehem. Baumwolllager, ehem. Gasometer) KGS-Nr.: 16408 | B    | G   | Zugerstrasse 191–195 685253 / 222983 |              |

## Übrige Baudenkmäler
| ID   | Foto |                 | Objekt                             | Typ | Standort                              | Beschreibung |
| ---- | ---- | --------------- | ---------------------------------- | --- | ------------------------------------- | ------------ |
| 9a   | BW   | Datei hochladen | Wohnhaus / Bauernhaus Rigiblick    | G   | Hinterwald 686212 / 222549            |              |
| 9b   | BW   | Datei hochladen | Stallscheune Rigiblick             | G   | Hinterwald 686198 / 222576            |              |
| 33a  | BW   | Datei hochladen | Pfarrhaus                          | G   | Alte Landstrasse 102 686906 / 221510  |              |
| 94a  | BW   | Datei hochladen | Wohnhaus                           | G   | Schönenbühlstrasse 18 686928 / 220806 |              |
| 109a | BW   | Datei hochladen | Wohnhaus / Bauernhaus              | G   | Unterzittenbuch 685890 / 220043       |              |
| 112c | BW   | Datei hochladen | Kapelle St. Antonius               | G   | Oberzittenbuch 685543 / 219991        |              |
| 113a | BW   | Datei hochladen | Wohnhaus                           | G   | Stampfbach 685480 / 219846            |              |
| 121a | BW   | Datei hochladen | Wohnhaus / Bauernhaus              | G   | Schwendi 686037 / 219133              |              |
| 125a | BW   | Datei hochladen | Wohnhaus mit Scheunenanbau         | G   | Bommerhüttli 686261 / 218976          |              |
| 143a | BW   | Datei hochladen | Wohnhaus / Bauernhaus mit Anbauten | G   | Gmeindhof 686902 / 220388             |              |
| 151a | BW   | Datei hochladen | Pfarreiheim Sonnenhof              | G   | Alte Landstrasse 73 686943 / 221486   |              |
| 311a | BW   | Datei hochladen | Wohn- und Geschäftshaus            | G   | Zugerstrasse 6 686844 / 221362        |              |
| 425a | BW   | Datei hochladen | Rotes Haus (Arztvilla)             | G   | Höhenweg 70 687355 / 221737           |              |
| 1260 | BW   | Datei hochladen | Henggeler-Brunnen                  | K   | Zugerstrasse 86 686031 / 221749       |              |

Legende: Siehe Legende der Liste der Kulturgüter von nationaler und regionaler Bedeutung. Anstelle der KGS-Nummer wird als Objekt-Identifikator (ID) die Versicherungsnummer des entsprechenden Objekts angegeben. Diese enthält einen Buchstaben am Ende. In wenigen Fällen stehen auch Nummern ohne Buchstaben; dann bezeichnen sie die Grundstücksnummer.